# غلامرضا اسداللهی
غلامرضا اسداللهی  (زادهٔ ۱۳۴۶ علیا شهر در شهرستان باخرز) حقوقدان و سیاست مدار ایرانی است که هم اکنون رئیس دفتر ریاست مجمع تشخیص مصلحت نظام و قاضی دیوان عالی کشور می‌باشد. وی پیشتر معاون نظارت مجلس شوراي اسلامي و نماینده حوزه انتخابیه تربت‌جام، تایباد، باخرز و صالح‌آباد در دورهٔ نهم و هشتم مجلس شورای اسلامی بوده‌ است.